# Taggstenkrypare
Taggstenkrypare (Lithobius agilis) är en mångfotingart som beskrevs av Carl Ludwig Koch 1847. Taggstenkrypare ingår i släktet Lithobius och familjen stenkrypare. Arten är reproducerande i Sverige.

## Underarter
Arten delas in i följande underarter:
- L. a. agilis
- L. a. sardus
- L. a. tricalcaratus